# Okres Rybnik

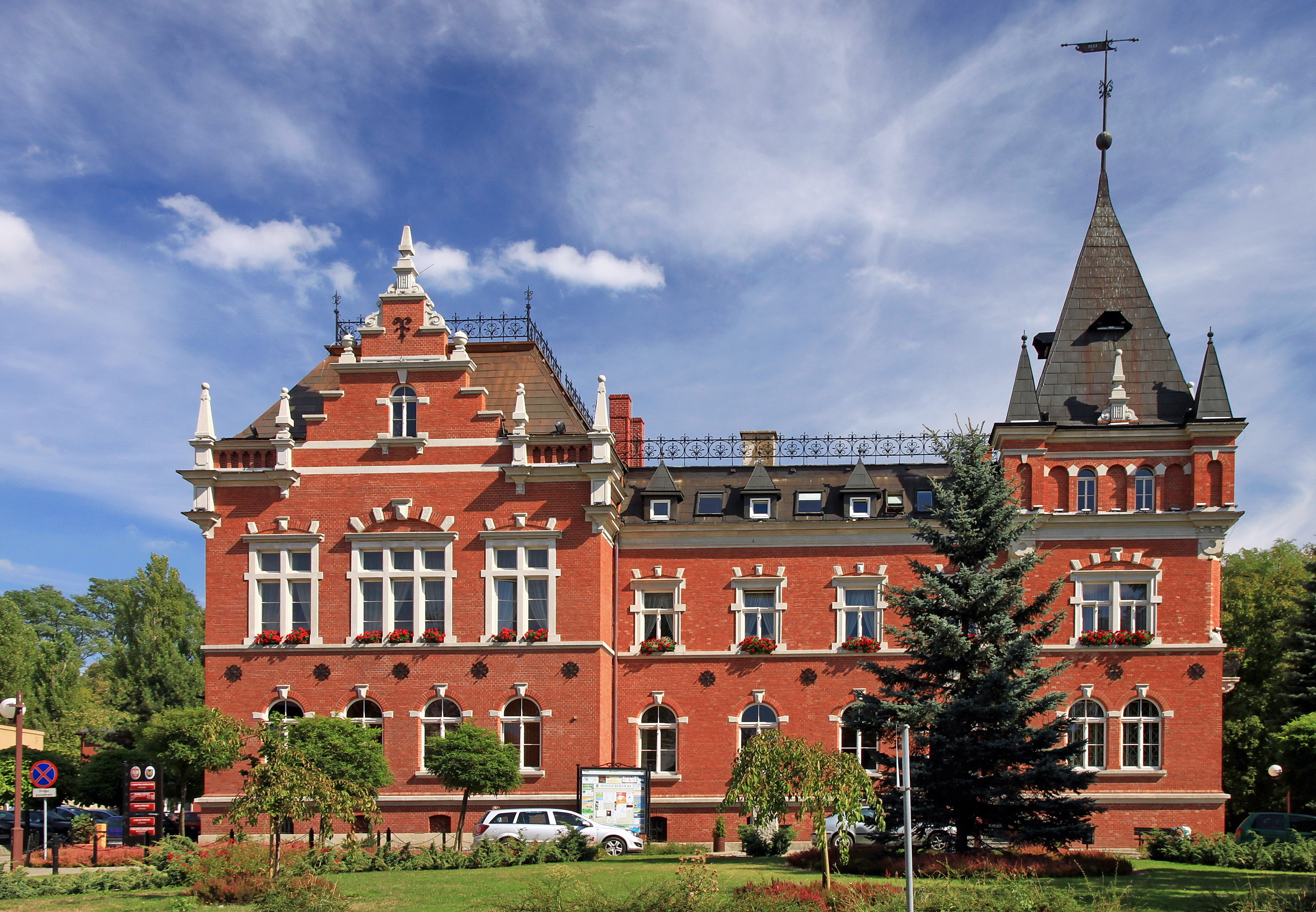
Okresní úřad w Rybniku

Okres Rybnik (polsky Powiat rybnicki) je okres v polském Slezském vojvodství. Rozlohu má 223,64 km² a v roce 2023 zde žilo 76 774 obyvatel. Sídlem správy okresu je město Rybnik, které však není jeho součástí, ale tvoří samostatný městský okres.

## Gminy
Městsko-vesnická:
- Czerwionka-Leszczyny

Vesnické:
- Gaszowice
- Jejkowice
- Lyski
- Świerklany

## Město
- Czerwionka-Leszczyny

## Sousední okresy
| Růžice kompasu |           | Gliwice      |         | Růžice kompasu |
| Růžice kompasu | Racibórz  | Sever        | Mikołów | Růžice kompasu |
| Růžice kompasu | Racibórz  | Okres Rybnik | Mikołów | Růžice kompasu |
| Růžice kompasu | Racibórz  | Jih          | Mikołów | Růžice kompasu |
| Růžice kompasu | Wodzisław |              |         | Růžice kompasu |